# 青春期4
《青春期4》（英語：Pubscance 4），中国大陆电影，导演和编剧是管晓杰，主演赵奕欢、邹杨、文卓、秦汉擂、刘宇珽。《青春期3》播出之后，制作方称是收尾之作，但是《青春期4》的出现打破了制作方的预言。

## 剧情
程小雨高中毕业，接着父亲去世，她去香港和同父异母的妹妹程小雪见面，姐妹在香港产生了一系列嬉笑怒骂的故事。

## 演員

### 領銜主演
| 演员   | 角色   | 备注 |
| 赵奕欢 | 程小雨 | 高中剛畢業，卻趕上父親去世，留下巨額遺產。高中時期性格叛逆，天使與惡魔的結合，曾信奉自己的責任就是放棄責任，與屌絲王小菲的感情一直處於糾結狀態，畢業後性格漸漸變的成熟穩重，做事不拘一格，表面冷酷堅強，實則內心溫柔善良。深藏不漏足智多謀的性感美女，注重友情，領導才能出眾。不愛管閒事，不愛湊熱鬧，但是麻煩總是自己找上門，對管教妹妹沒有絲毫經驗，命令式管教。 |
| 邹杨   | 程小雪 | 程父私生女，同程小雨一樣，是巨額遺產的繼承者，差28天年滿十八周歲，從小跟隨保姆王媽生活在香港，在學校是受寵的優等生，身邊有很多同性以及異性朋友一起廝混，喜歡偽富二代歐浩辰。思想開放，性格桀驁不馴，內心單純幼稚，不成熟，處於青春叛逆期。好面子，愛闖禍，嚮往江湖生活。與從天而降的姐姐程小雨水火不容。                                                           |
| 刘宇珽 | 刘风风 | 混跡於香港底層的小偷一枚，身懷絕技，大字不識，靠美貌騙吃騙喝，偷錢度日，聰明機敏，偶爾也會神經大條，做事從不按套路出牌。但心地善良，經常救濟一些孤兒和流浪老人。和街區巡警秦寶輝是歡喜冤家，陰差陽錯的攪入程家姐妹的生活，機緣巧合為姐妹倆避免了一場災難，最終改邪歸正，與二人成為真正的姐妹。                                                                     |

### 主演
| 演员   | 角色   | 备注 |
| 文卓   | 阿卓   | 一直紅不起來的星二代，自戀狂人，喜歡自拍發微博，常常被吐槽。時常與一些富二代官二代混在一起，無所事事，打打牌，飆飆車，泡泡妞，擾亂一下社會治安。追逐時尚潮流個性，揮霍無度，愛面子，上廁所都講究排場，經常出入蘭桂坊等地，表面很壞，愛惡作劇，調戲女生，但是內心單純善良，敏感脆弱，不懂怎麼表達感情。 |
| 王一   | 王小非 | 全民屌絲，擼管男，程小雨的高中同學，雖然膽小猥瑣卻富有正義感，癡情善良，一直暗戀程小雨，高考落榜後流入社會底層。 |
| 秦汉擂 | 教官   | 五朵警花所在警隊的首席教官，為人嚴厲正直不乏幽默，思維敏銳，鐵血丹心，男人味十足。 |

## 電影歌曲
| 曲別   | 歌曲名稱 | 作詞   | 作曲   | 演唱者 | 備註          |
| 主題曲 | 讓你美   | 李明霖 | 李明霖 | 文卓   | 青春期4主題曲 |